# 琴丘町
琴丘町（ことおかまち）は、秋田県の北西部に位置した町。

## 地理
- 山: 房住山、高杉山
- 河川: 鹿渡川、鯉川川、糸流川
- 湖沼: 八郎潟、羽川ダム

### 隣接していた自治体
- 山本郡：山本町、二ツ井町
- 南秋田郡：八郎潟町、五城目町、大潟村
- 北秋田郡：上小阿仁村

## 歴史
- 出羽国秋田郡河北村(かわきた)として成立したとされる。
- 1955年（昭和30年）4月1日 - 鹿渡町と上岩川村が合併し発足。
- 2006年（平成18年）3月20日 - 山本町、八竜町との合併により三種町となる。

## 歴代町長
かつては政争の町として知られ、琴丘町発足後、町長が3期務めることがないとされていたが、工藤正吉がこのジンクスを破って3期務め、後継となった最後の町長・工藤喜久男へ引き継いでいた。
- 工藤長四郎（2期、1983年4月 - 1991年4月）
- 工藤正吉（3期、1991年4月 - 2003年4月）
- 工藤喜久男（1期、2003年4月 - 2006年3月19日、合併に伴い中途失職）

## 交通

### 鉄道
- 東日本旅客鉄道
  - 奥羽本線：鯉川駅 - 鹿渡駅

### 道路
- 一般国道
  - 国道7号
- 主要地方道
  - 秋田県道4号能代五城目線
  - 秋田県道37号琴丘上小阿仁線
  - 秋田県道54号男鹿琴丘線
- 一般県道
  - 秋田県道217号森岳鹿渡線
  - 秋田県道314号濁川上岩川線

## 著名出身者
- 大場清悦 (バスケットボール選手)
- 沢風富治 (力士)
- 若双龍秀造 (力士)